# Национальное управление по биоразнообразию
Национальное управление по биоразнообразию (англ. National Biodiversity Authority, NBA) — это орган при Министерстве окружающей среды, лесов и изменения климата правительства Индии.
Управление создано в 2003 году для реализации положений Закона о биологическом разнообразии 2002 года (изменения внесены в 2023 году), после того как Индия подписала Конвенцию о биологическом разнообразии в 1992 году.

## Обзор
Учреждённое в 2003 году со штаб-квартирой в Ченнаи, Индия, управление действует как регулирующий и консультативный орган правительства Индии «по вопросам сохранения и устойчивого использования биологических ресурсов, справедливого и равноправного распределения выгод, возникающих в результате использования биологических ресурсов». Управление консультирует правительства штатов Индии по определению очагов биоразнообразия как объектов наследия.
В 2012 году управление организовало первый в истории Национальный конгресс по биоразнообразию, который состоялся в Тируванантапураме, штат Керала. По этому случаю также был проведен Национальный студенческий конгресс по биоразнообразию.
Управление уполномочено регулировать доступ к биологическим ресурсам и/или связанным с ними знаниям для исследований, биоисследований и биоутилизации, коммерческого использования, получения прав интеллектуальной собственности, передачи результатов исследований и передачи доступных биологических ресурсов.
Администрации штатов Индии работают над созданием комплексного комитета по управлению биоразнообразием и реестр биоразнообразия народов.